# 阿維達斯·諾維科瓦斯
阿維達斯·諾維科瓦斯（1990年12月18日—）是一位立陶宛足球運動員。在場上的位置是側鋒。他現在效力於德國足球乙級聯賽球隊厄爾士山脈奧厄足球俱樂部。他也代表立陶宛國家足球隊參賽。

## 外部連結
- 90minut.pl网站上阿維達斯·諾維科瓦斯的资料（波兰語）